# (6597) Kreil
(6597) Kreil es un asteroide perteneciente al cinturón de asteroides, región del sistema solar que se encuentra entre las órbitas de Marte y Júpiter.
Fue descubierto el 9 de enero de 1988 por Antonín Mrkos desde el Observatorio Kleť.

## Designación y nombre
Designado provisionalmente como 1988 AF1. Fue nombrado por Karl Kreil (1798-1862), sexto director del observatorio Clementinum de Praga, realizó mediciones geomagnéticas en el Imperio austrohúngaro. Posteriormente, dirigió el Instituto Central de Meteorología y Geomagnetismo de Viena.

## Características orbitales
Kreil está situado a una distancia media del Sol de 2,579 ua, pudiendo alejarse hasta 3,357 ua y acercarse hasta 1,801 ua. Su excentricidad es 0,302 y la inclinación orbital 3,276 grados. Emplea 1512,91 días en completar una órbita alrededor del Sol.
Los próximos acercamientos a la órbita de Júpiter ocurrirán el 28 de agosto de 2031, el 22 de agosto de 2114 y el 15 de agosto de 2197.

## Características físicas
La magnitud absoluta de Kreil es 14,81. 